# Mignères
Mignères é uma comuna francesa na região administrativa do Centro, no departamento Loiret. Estende-se por uma área de 5,12 km². Em 2010 a comuna tinha 326 habitantes (densidade: 63,7 hab./km²).